# Горюшкины
Горюшкины — древний русский дворянский род.
Род ведёт своё начало от Павла Степановича Горюшкина, испомещённого (1653).
Рязанский род Горюшкиных делится на две ветви:
1. Пронская ветвь, от помещика села Дятлово Петра Домашнева Горюшкина.
2. Ряжская ветвь, от рязанца Кирилла Ивановича, вёрстанного поместьем в Ряжском уезде (1628).

Род записан в VI часть дворянской родословной книги Орловской и Рязанской губерний.
Род числится в списке казачьих дворянских родов Войска Донского.

## История рода
Фёдор Леонтьевич и Иван Фёдорович служили по Коломне (1577). Борис Григорьевич и Игнатий Истомин владели поместьями в Дедиловском уезде (1588). В 1590-х годах в Зарайском уезде владели поместьями четыре представителя рода, в Ряжском уезде один представитель рода.
В XVII столетии Горюшкины служили по Рязани и владели поместьями в Рязанском уезде восемь представителей рода. Григорий Иванович служил сотником у московских стрельцов, пристав у польского гонца (1677), стрелецкий полковник, убит во время стрелецкого бунта (1682). Степан Фокин владел поместьем в Ряжском уезде (1679), за участие в стрелецком бунте с семьёю отправлен в ссылку (1683).
Восемь представителей рода владели имениями (1699).